# Juana Camilión
Juana Camilión Cúccaro (Mar del Plata, 29 de março de 1999) é uma jogadora de basquete espanhola.

## Carreira
Camilión nasceu em Mar del Plata de pais argentinos da mesma cidade. Quando tinha dois anos, ela e sua família se mudaram para a Espanha. Ela estudou mestrado em Relações Públicas na Universidade de Iona.
Ela ganhou a medalha de prata na Copa da Europa de 2023. Nos Jogos Olímpicos de Verão de 2024, em Paris, conquistou a medalha de prata no torneio feminino do basquetebol 3x3, após confronto na final contra a equipe alemã, ao lado de Vega Gimeno, Sandra Ygueravide e Gracia Alonso de Armiño.